# غابرييلا بست
غابرييلا بست (بالإسبانية: Gabriela Best)‏ هي مجدفة أرجنتينية، ولدت في 1 ديسمبر 1984 في روساريو في الأرجنتين.

## وصلات خارجية
- غابرييلا بست على موقع الاتحاد الدولي للتجديف (الإنجليزية)
- غابرييلا بست على موقع أوليمبيديا (الإنجليزية)